# Никита Ремесианский
Ники́та Ремесиа́нский (лат. Nicetas de Remesiana; 353—420) — христианский святой, епископ в городе Ремесиана (совр. Бела-Паланка, Сербия), писатель.
Память — 24 июня (7) июля.
Никита Ремесианский является первым известным епископом в Ремесиане, которая находилась в Восточной Иллирике. В ЭСБЕ утверждается, что он проповедовал христианство среди таких народов как балканские славяне, а также «скифам или гетам и дакам». Он известен и как латинский писатель благодаря своим работам «К оглашаемым в вере» (или «Наставления») в шести книгах, «О падшей деве», а также богослужебным песнопениям для приходящих к крещению. Предполагается, что святой происходил из Италии. Папа Иннокентий I (401—417) в своём XVI послании под 409 годом называет его «нашим братом Никитой» (fratrem nostrum Nicetam), а также являлся одним из адресатов в XVII послании 414 года.

## Труды
Не все его труды сохранились, некоторые дошли до нас в отрывочном виде. А к другим есть сомнения в авторстве.
- De diversis appellationibus
- Instructio ad competentes
- De vigiliis servorum dei
- De psalmodiae bono

Возможное авторство
- Te Deum
- De lapsu viginis consacratae
- Epistula ad virginem lapsam
- De ratione Paschae